# Juan Pedro Bordaberry Herrán
Juan Pedro Bordaberry Herrán (Montevideo, 28 d'abril de 1960) és un advocat i polític uruguaià, pertanyent al Partit Colorado. Va ser ministre de Turisme i Esport i d'Indústria, Energia i Mineria de l'Uruguai. També va ser candidat a Intendent de Montevideo pel seu partit i candidat a la presidència de la República el 2009 pel sector Vamos Uruguay. Actual secretari general del Partit.
Va néixer a Montevideo, fill de l'expresident i dictador Juan María Bordaberry Arocena, d'ascendència basca, i de la seva dona, Josefina Herrán Puig, d'ascendència catalana. El 1986 es va graduar com a advocat a la Facultat de Dret de la Universitat de la República.
És autor d'El Principio de Irretroactividad de las Normas en la Jurisprudencia de la Suprema Corte de Justicia (Anuario de Derecho Tributario 1991), de molts articles tècnics i dels llibres Diez años de Seven (1998), Cuentos del Pueblo Faro de José Ignacio (1999) i Que me desmientan (2006).
Sobre el pes polític del seu cognom, exposa: 
| « | Tinc un avantatge sobre els altres candidats, a Mujica se l'hi acusa del seu passat, a Lacalle se l'hi acusa del seu passat, a mi no se m'acusa del meu passat, a mi que em revisin. Que revisin la meva gestió en el ministeri de Turisme, en el d'Indústria. La diferència entre ells i jo és que a ells els pregunten sobre el seu passat i a mi no, a mi em pregunten sobre el passat d'un altre, això és un avantatge. No em critiquen les propostes ni els programes. | » |